# If You Want to Be a Bird
If You Want to Be a Bird, auch als Bird Song bekannt, ist ein US-amerikanischer Folk-Song der Holy Modal Rounders, der im Jahre 1968 auf dem Album The Moray Eels Eat The Holy Modal Rounders erschien und ebenfalls auf dem Livealbum Bird Song: Live 1971 enthalten ist. Er wurde von Antonia Duren geschrieben.

## Bekanntheit
Der Song erlangte vor allem Bekanntheit, weil er im Film Easy Rider (1969) in einer humorvollen Szene mit Jack Nicholson verwendet wurde. Auf dem Soundtrack zu Easy Rider ist das Lied an fünfter Stelle enthalten, nach Wasn't Born to Follow der Byrds und vor Don't Bogart Me von The Fraternity of Man.